# أندرو بوفل
أندرو بوفل (بالإنجليزية: Andrew Bovell) هو كاتب وكاتب سيناريو ومؤلف أسترالي، ولد في 23 نوفمبر 1962 في كالغورلي في أستراليا.

## وصلات خارجية
- أندرو بوفل على موقع IMDb (الإنجليزية)
- أندرو بوفل على موقع ألو سيني (الفرنسية)
- أندرو بوفل على موقع أول موفي (الإنجليزية)
- أندرو بوفل على موقع قاعدة بيانات الأفلام السويدية (السويدية)
- أندرو بوفل على موقع قاعدة بيانات الفيلم (الإنجليزية)
- أندرو بوفل على موقع كينوبويسك (الروسية)